# 莱蒂蒂亚·图鲁克斯谋杀案
莱蒂蒂亚·努里斯托·图鲁克斯（法语：Lætitia Nourrissat Toureaux，1907年—1937年），是一起著名谋杀案的死者。1937年5月16日，她的尸体在停靠在鍍金門站的一节巴黎地鐵车厢上被发现。这一案件在当时引起广泛讨论，在二战期间产生了多个猜测，参与机构包括一些秘密组织和革命秘密委员会。
图鲁克斯是第一个在巴黎地铁上被杀的人。由专案组领导的调查发现她有双重生活。她的家庭来自意大利，已迁入法国。当时许多意大利人来到巴黎寻找工作。图鲁克斯白天在一家工厂工作， 后发现她也以假名在一个名声不好的舞厅担任服务员，还经常慎重地访问意大利大使馆。许多人知道她有诸多恋人，使得警察最初怀疑这是一次激情犯罪。然而，进一步调查显示她一直在从事间谍工作。她曾被雇用来渗透革命秘密委员会，这是一个极右翼恐怖组织，在战后的法国常被忽视。 
两年后二战爆发，此案于是被弃置。

## 完美犯罪
1937年5月16日下午6点26分，莱蒂蒂亚乘坐的列车开动。她身着绿色西装，独自坐在头等车厢内。45秒后列车抵达镀金门站，有六人登上头等车厢，发现了莱蒂蒂亚的尸体。一把拉吉奥乐刀完全切断了她的颈动脉。在此期间，没有人发现有人进入头等车厢。